# Takahide Aioi
Takahide Aioi (japonsky: 相生高秀 Aioi Takahide; 4. ledna 1912 v prefektuře Hirošima – 6. března 1993) byl stíhacím pilotem japonského císařského námořního letectva, který bojoval v druhé čínsko–japonské válce a ve druhé světové válce v Pacifiku. Stal se stíhacím esem s celkem 10 uznanými sestřely, z toho pěti dosaženými během čínsko–japonské války. Do konce války v Pacifiku dosáhl hodnosti čúsa (中佐 ~ fregatní kapitán). Po válce působil až do 1. července 1967 v japonských námořních silách sebeobrany, dosáhl hodnosti bakurjó-čó taru kaišó (幕僚長たる海将 ~ admirál) a stal se vrchním velitelem námořních sil sebeobrany.

## Studium
Aioi byl absolventem 59. běhu císařské námořní akademie (海軍兵学校 kaigun heigakkó) z roku 1931. V listopadu 1933 nastoupil do 25. běhu letecké akademie jako hikó gakusei (飛行学生 ~ letecký student), který ukončil v červenci 1934 a stal se stíhacím pilotem. Jeho první jednotkou se stala Tatejama kókútai (館山航空隊 ~ Tatejamský letecký pluk/skupina) od které přešel k Rjúdžó hikókitai (龍驤飛行機隊 ~ palubní skupina letadlové lodě Rjúdžó) a poté k Saeki kókútai. Pravděpodobně v prosinci 1936 byl přeřazen k 12. kókútai.

## Na čínském nebi

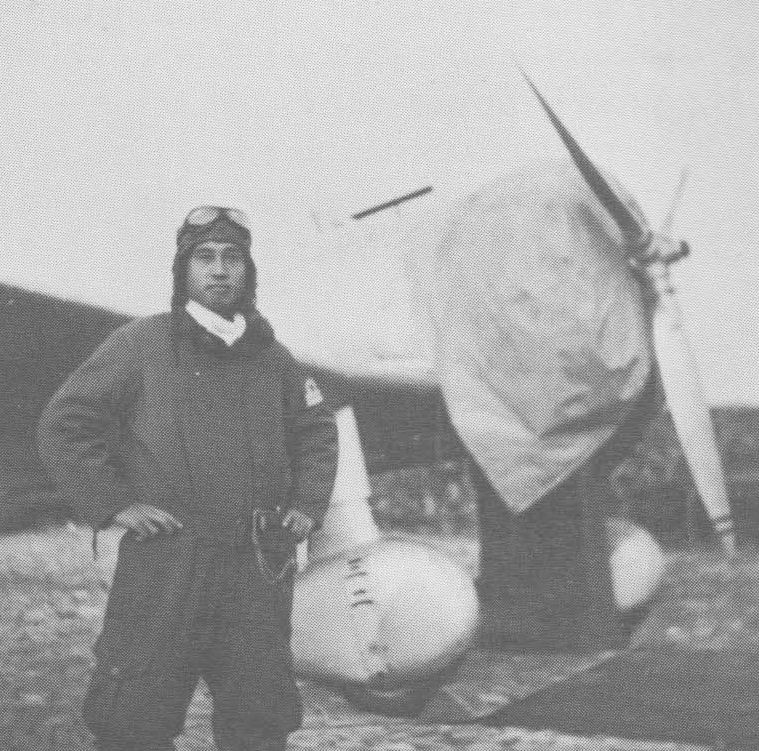
Aioi u 12. kókútai v Chan-kchou

V srpnu 1937 se kvůli šanghajské operaci přesunula 12. kókútai, která tehdy používala dvouplošné palubní stíhací Nakadžima A4N, na letiště Kunda u Šanghaje. Čú'i (中尉 ~ mladší poručík) Aioi se zapojil do hlídkování a podpoře pozemních jednotek námořnictva, ale s protivníkem ve vzduchu se dosud nesetkal. V prosinci 1937 byl povýšen na tai'i (大尉 ~ poručík) a byl převelen zpátky do Japonska, kde se ujal funkce buntaičó (分隊長 ~ velitel letky) u Kasumigaura kókútai. V březnu 1938 nastoupil jako buntaičó zpět k 12. kókútai.
Svá první dvě vzdušná vítězství získal tai'i Aioi odpoledne 29. dubna 1938 na Micubiši A5M, když spolu s 26 dalšími piloty od 12. kókútai eskortoval 18 G3M2 od 13. kókútai při náletu na Wuchan. Nad cílem se japonská formace střetla s Číňany a sovětskými dobrovolníky pilotujícími I-15 a I-16 (včetně bis–verzí) od 3. a 4. stíhacího pluku/skupiny. Celkem si japonští piloti nárokovali sestřelení nejméně 40 protivníků, včetně dvou I-15 nárokovaných Aioim. Číňané s Sověti ale přišli pouze o devět nebo dvanáct strojů.
Dne 26. června 1938 se během doprovodu bombardérů nad Nančchang oddělil se třemi A5M ze svojí šótai (小隊 ~ sekce) 12. kókútai od hlavního svazu a dostal se do souboje s asi dvaceti čínskými stíhači. Nárokoval si další dva sestřely a podařilo se mu uniknout pronásledovatelům a přistát v Ančchingu.
V prosinci 1938 se účastnil dalších bojů nad Nančchangem a Wuchanem. Ještě téhož měsíce byl ale pověřen funkcí sentóki buntaičó (戦闘機分隊長 ~ velitel palubní stíhací letky) na letadlové lodi Akagi. Na Akagi působil až do října 1940, kdy byl opět převelen zpět k 12. kókútai do jižní Číny.
Dne 30. prosince 1939 vedl Aioi třináctičlennou formaci A5M od 12. a 14. kókútai k náletu na Lioučou. Během následujícího souboje s 33 I-15bis a devíti I-16 si Japonci nárokovali 14 sestřelů při ztrátě jednoho stroje ze 14. kókútai. Jeho pilot santó kókú heisó (三等航空兵曹 ~ svobodník) Hiroši Fudžita byl zabit. Číňané si nárokovali tři sestřelené Japonce a přiznali dvanáct strojů sestřelených nebo poškozených během vzdušného souboje. Mezi padlými byl i poslední sovětský dobrovolník, který byl zabit na čínském nebi.
V lednu 1940 se Aioi vrátil zpět na Akagi, která u čínských břehů působila až do poloviny února. Celkem Aioi na čínském válčišti získal pět uznaných sestřelů. Následovala služba u Óita kókútai a Jokosuka kókútai.

## HikótaičónaRjúdžó
Od listopadu 1941 zastával tai'i Aioi funkci hikótaičó (飛行隊長 ~ velitel palubní skupiny) na letadlové lodi Rjúdžó. Jeho jednotka byla vybavena v té době již zastaralými A5M4. Ráno 8. prosince vedl doprovod 13 B5N1 při náletu na Davao na Mindanau, během kterého spolu se svými muži zničil dvě zakotvené PBY-4 Cataliny 101-P-4 a 101-P-7 od VP-101 PatWing-10.
Jako sentóki buntaičó na Rjúdžó se Aioi zúčastnil i následujících operací u Singapuru a proti Jávě. S Rjúdžó se Aioi rozloučil v únoru 1942, kdy byl pověřen funkcí hikótaičó u 3. kókútai.

## Rabaul a boje nad Guadalcanalem (1942)
V září 1942 se 3. kókútai přesunula do Rabaulu, aby zde čelila americké invazi na Guadalcanal. Z jeho působení u 3. kókútai je známo označení jeho A6M2b „X-157“.
Dne 27. září 1942 vedl Aioi všech 26 A6M2 3. kókútai z Rabaulu, aby poskytl blízké krytí devíti rikkó typu 1 (G4M1) od Kisarazu kókútai a devíti rikkó od Takao kókútai při náletu na Lunga Point na Guadalcanalu. Spolu s 12 A6M2 vzdáleného krytí („volný lov“) se jednalo o nejsilnější doprovod do té doby vyslaný nad Guadalcanal. Nad cílem se Japonci setkali s celkem 34 F4F Wildcat od VMF-223, VMF-224 a VF-5, které se vrhly na bombardéry. Japonští stíhači si nebezpečí hrozícího jejich svěřencům (i jim samým) nevšimli dříve, než byla zasažena první dvě rikkó. Jelikož A6M2 měla vymontovaná rádia kvůli úspoře hmotnosti a nutnosti dosažení maximálního doletu při operacích nad Guadalcanalem, nemohly bombardéry své ochránce upozornit a zavolat na pomoc. Po tomto prvotním zaváhání se Aioi a jeho letci zapojili do souboje, ale americkým pilotům se podařilo oddělit eskortu od bombardérů. Japonci přišli o tři bombardéry (dva sestřelené nad cílem a jeden nouzově přistál v Rekata Bay) a jednu stíhačku. Aioi a jeho piloti si nárokovali pět Wildcatů a jeden SBD Dauntless, ale japonské záznamy neuvádí osobní úspěchy. Podle amerických záznamů nebyl sestřelen žádný Wildcat ani Dauntless.
Dne 29. září 1942 Japonci přišli s novou taktikou: bombardéry budou pouze návnada která se po zpozorování pobřežními pozorovateli a zachycení radarem (což vyláká americké stíhače) vrátí na základnu a pouze silný svaz stíhačů bude pokračovat až nad Guadalcanal, kde se vypořádá se svými americkými protějšky. Taková byla teorie… Aioi měl za tímto účelem vést celkem 27 A6M2 (1. a 2. čútai z 3. kókútai a 3. čútai z Kanoja kókútai). Aioi letěl jako vedoucí 1. čútai. Během letu k cíli se v mracích jednotlivé čútai od sebe oddělily a bez rádia se nestihly opět spojit dříve, než byla 2. čútai napadena deseti Wildcaty od VF-5. Američané vyslali do vzduchu celkem 34 Wildcatů od MAG-23 a VF-5. Devatenáct z 27 A6M2 (včetně Aioiho 1. čútai) ani 20 Wildcatů MAG-23 do boje kvůli oblačnosti nezasáhly. Navzdory japonským a americkým nárokům ztratili Japonci čtyři A6M2 (včetně dvou, která musela být odepsána po návratu – všichni piloti přežili) a Američané jeden F4F-4 BuNo 5185, jehož pilot ENS (podporučík) Joseph D. Shoemaker padl.
Ráno 9. října vedl další „volný lov“ 27 A6M2 z 3. kókútai (9 strojů), Tainan kókútai (9 strojů) a kókútai 751 (ex Kanoja kókútai, 9 strojů) nad Lunga Point. Američané ale odstartovali pozdě a tak než stačily vystoupat do výšky, Aioi a jeho svaz otočily k návratu.
Dne 13. října vedl Aioi skupinu 18 A6M2 od 3. kókútai a kókútai 751, která doprovázela první vlnu 27 rikkó nad Lunga Point. Ačkoliv proti vetřelcům vyslali Američané 42 F4F, sedm P-39 a šest P-400, Japonci byli příliš vysoko a byli příliš rychlí, než aby na ně Američané stihli zaútočit. Pouze čtyři Wildcaty od VMF-121 napadlo bombardéry při odletu, ale 3. čútai (tři stroje od 3. a tři od kókútai 751) je zahnala pryč.

## Kendari a boje nad Severním teritoriem
K 1. listopadu 1942 byla 3. kókútai přeznačena na kókútai 202. Během listopadu se pak jednotka přesunula na letiště Kendari a Aioi byl povýšen na šósa (少佐 ~ korvetní kapitán), přičemž i nadále zastával funkci hikótaičó. Kromě obrany svěřeného regionu podnikala kókútai 202 ze základny na Timoru i útoky na Darwin v Austrálii, kterých se Aioi také účastnil.
Dne 2. března 1943 vedl Aioi formaci 21 Zer kókútai 202 z Timoru do útoku na letiště Coomalie v Severním teritoriu. Japoncům se do cesty postavilo celkem 26 Spitfirů Mk.Vc od 54. squadrony RAF a 452. squadrony RAAF. V následujícím střetnutí si sice Japonci nárokovali šest sestřelů a obránci tři, ale ve skutečnosti ani jedna strana nezaznamenala žádnou ztrátu ve vzduchu (pouze Australané museli odepsat jeden Beaufighter A19-31 zničený na zemi).
Od kókútai 202 měl Aioi odejít v březnu, či dubnu 1943. Alford jej ale uvádí ještě 2. května, když vyjmenovává stíhací piloty, kteří nebyli převeleni do Rabaulu, zůstali a mohli se zúčastnit onoho dne dalšího náletu 25 G4M a 27 A6M na Darwin.
V roce 1943 byl Aioi povýšen na čúsa (中佐 ~ fregatní kapitán) a po návratu do Japonska působil u výcvikové Óita kókútai.

## Bitva u mysu Engaño a konec války
V srpnu 1944 se Aioi stal hikótaičó u kókútai 601 (I), což byla palubní kókútai 1. kókú sentai (航空戦隊 ~ divize letadlových lodí). Během bitvy u mysu Engaño se Aioi nacházel na Zuikaku. Ta byla během bitvy potopena a Aioi byl zachráněn jedním z torpédoborců a odvezen na Filipíny.
Na jaře 1945 se Aioi vrátil do Japonska. V květnu 1945 nastoupil na letišti v Macujamě do funkce fukučó (副長 ~ výkonný důstojník) u kókútai 343 (II), což byla Gendova jednotka stíhacích es (obdoba německé Gallandovy JV-44).

## U námořních sil sebeobrany

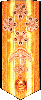
Výložky admirála námořních sil sebeobrany

Počátkem 60. let (až do prosince 1964) zastával Aioi funkci velitele štábu námořních sil sebeobrany. V období od 16. prosince 1964 do 15. prosince 1965 byl velitelem vzdušných sil námořních sil sebeobrany, přičemž k 1. lednu 1965 byl povýšen na bakurjó-čó taru kaišó (幕僚長たる海将 ~ admirál). Jeho posledním umístěním byl post vrchního velitele námořních sil sebeobrany, který zastával od 16. prosince 1965 do 1. července 1967.